# Sojus MS-27
Sojus MS-27 ist die Missionsbezeichnung eines bemannten orbitalen Raumflugs zur Internationalen Raumstation (ISS). Es ist der 41. Besuch eines russischen Sojus-Raumschiffs an der ISS sowie der 179. Flug im Sojus-Programm.

## Besatzung

### Startbesatzung
- Sergei Ryschikow (3. Raumflug), Kommandant (Russland/Roskosmos)
- Alexei Subrizki (1. Raumflug), Bordingenieur (Russland/Roskosmos)
- Jonny Kim (1. Raumflug), Bordingenieur (USA/NASA)

### Ersatzmannschaft
- Sergei Kud-Swertschkow (2. Raumflug), Kommandant (Russland/Roskosmos)
- Sergei Mikajew (1. Raumflug), Bordingenieur (Russland/Roskosmos)
- Christopher Williams (1. Raumflug), Bordingenieur (USA/NASA)

## Missionsverlauf
Der Start von Sojus MS-27 erfolgte am 8. April 2025, wie bei allen russischen bemannten Raumflügen vom Kosmodrom Baikonur, Startplatz 31/6.
Alle drei Raumfahrer werden voraussichtlich die gesamte Missionsdauer von Sojus MS-27, etwa acht Monate, an Bord der Internationalen Raumstation verbringen, die Abkopplung und Landung ist für den Dezember 2025 geplant.

## Trivia
Das Rufzeichen des Raumschiffes lautet „Fawor“, was auf Deutsch Kamille bedeutet. Im Emblem der Mission findet sich die Blume ebenso wieder.